# Desmella myiopitoides
Desmella myiopitoides är en tvåvingeart som först beskrevs av Mario Bezzi 1908.  Desmella myiopitoides ingår i släktet Desmella och familjen borrflugor. Inga underarter finns listade i Catalogue of Life.